# Голд-Рівер 21
Голд-Рівер 21 (англ. Gold River 21) — індіанська резервація в Канаді, у провінції Нова Шотландія, у межах графства Луненбург.

## Населення
За даними перепису 2016 року, індіанська резервація нараховувала 95 осіб, показавши зростання на 23,4%, порівняно з 2011-м роком. Середня густина населення становила 34,1 осіб/км².
З офіційних мов обидвома одночасно не володів жоден з жителів, тільки англійською — 95. Усього 5 осіб вважали рідною мовою не одну з офіційних, з них усі — одну з корінних мов.
Працездатне населення становило 35,7% усього населення, усі були зайняті.

## Клімат
Середня річна температура становить 6,6°C, середня максимальна 22,5°C, а середня мінімальна -11,2°C. Середня річна кількість опадів 1 416 мм.
| Клімат поселення                              | Клімат поселення | Клімат поселення | Клімат поселення | Клімат поселення | Клімат поселення | Клімат поселення | Клімат поселення | Клімат поселення | Клімат поселення | Клімат поселення | Клімат поселення | Клімат поселення | Клімат поселення |
| Показник                                      | Січ.             | Лют.             | Бер.             | Квіт.            | Трав.            | Черв.            | Лип.             | Серп.            | Вер.             | Жовт.            | Лист.            | Груд.            |                  |
| Середній максимум, °C                         | 0,50             | 0,83             | 4,91             | 10,41            | 16,04            | 20,58            | 22,52            | 22,37            | 18,26            | 12,84            | 8,08             | 2,02             |                  |
| Середня температура, °C                       | −5,32            | −5,01            | −0,91            | 4,57             | 10,24            | 14,76            | 18,37            | 18,21            | 14,10            | 8,68             | 3,93             | −2,12            |                  |
| Середній мінімум, °C                          | −11,15           | −10,82           | −6,72            | −1,24            | 4,40             | 8,95             | 14,22            | 14,06            | 9,95             | 4,54             | −0,23            | −6,29            |                  |
| Норма опадів, мм                              | 137              | 114              | 135              | 112              | 116              | 97               | 91               | 91               | 108              | 123              | 152              | 140              |                  |
| Середньомісячна швидкість вітру, м/с          | 4.48             | 4.48             | 4.47             | 4.28             | 3.80             | 3.56             | 3.16             | 3.14             | 3.51             | 4.07             | 4.22             | 4.57             |                  |
| Середньомісячна сонячна радіація, кДж/м²·день | 5246             | 8345             | 12215            | 15083            | 18074            | 20419            | 20203            | 18014            | 13767            | 8908             | 5256             | 4092             |                  |
| --------------------------------------------- | ---------------- | ---------------- | ---------------- | ---------------- | ---------------- | ---------------- | ---------------- | ---------------- | ---------------- | ---------------- | ---------------- | ---------------- | ---------------- |
| Джерело:                                      |                  |                  |                  |                  |                  |                  |                  |                  |                  |                  |                  |                  |                  |